# Ty (Rapper)
Ty (* 17. August 1972 in London als Ben Chijioke; † 7. Mai 2020 ebenda) war ein britischer Rapper und Musikproduzent.
Chijioke wurde als Sohn einer Einwandererfamilie aus Nigeria in London geboren. 1995 gab er seinen Einstand auf dem I.-G.-Culture-Album One Drop Inter Outer. Er fungierte bei mehreren Künstlern als Produzent, unter anderem bei De La Soul und Talib Kweli. Er begleitete sie auf ihren Europa-Tourneen und nahm mit ihnen Lieder auf.
2001 erschien Tys Debütalbum Awkward. Sein zweites Album Upwards, das drei Jahre später erschien, wurde für den Mercury Music Prize nominiert. Auf diesem Album produzierte er alle Tracks selbst und verzichtete auf Gastauftritte. 2006 erschien sein drittes Album Closer, auf dem er u. a. mit De La Soul und Arrested Development zusammenarbeitete.
Mit seinen Veranstaltungen, etwa der Lyrical Lounge, förderte Ty außerdem junge Talente und bot ihnen eine Möglichkeit zum Wettstreit.
Er starb im Mai 2020 im Alter von 47 Jahren an den Folgen einer COVID-19-Erkrankung.

## Diskografie (Auswahl)
Alben
- 2001: Awkward
- 2004: Upwards
- 2006: Closer
- 2010: Special Kind of Fool
- 2018: A Work of Heart